# کورادو سگره
کورادو سگره (به ایتالیایی: Corrado Segre) (۲۰ اوت ۱۸۶۳ در سالوتزو – درگذشته ۱۸ مه ۱۹۲۴ در تورین) ریاضیدان اهل ایتالیا بود که در زمینه هندسه و هندسه جبری فعالیت میکرد.

## زندگی و کارنامه
سگره در تورین در نزد انریکو داویدیو به تحصیل ریاضیات پرداخت و با تزی درباره رویه‌های درجه دوم درجه دکترا را در سال ۱۸۸۳ به دست آورد. در همان سال نامه نگاری‌های او با فلیکس کلاین آغاز شد. سگره در سال ۱۸۸۸ به استادی دانشگاه تورین رسید و این مقام را تا پایان عمر حفظ کرد. وی به همراه لوییجی کرمونا از بنیانگذاران نخستین مکتب هندسه جبری ایتالیا بود. او ناوردای جدیدی از رویه‌های جبری را کشف نمود که به نام خود او ناوردای سگره-زویت نامگذاری شده‌است. همچنین او رویه‌هایی را که با خمهای جبری تولید می‌شوند را مورد پژوهش قرار داد و در کنار آن به پرسش‌هایی درباره آموزش ریاضیات نیز علاقه‌مند بود. سگره در سال ۱۹۰۴ در کنگره جهانی ریاضیدانان در هایدلبرگ درباره هندسه معاصر و ارتباط آن با آنالیز سخنرانی کرد.
سیارک ۲۹۹۱۰ به افتخار او سیارک سگره نامگذاری شده‌است.